# San Isidro de León Cortés Castro
San Isidro es un distrito del cantón de León Cortés Castro, en la provincia de San José, de Costa Rica.

## Geografía
San Isidro cuenta con un área de 19,02 km² y una altitud media de 1683 m s. n. m.

## Demografía
Para el año 2022, San Isidro cuenta con una población estimada de 1515 habitantes, y para el último censo efectuado, en 2011, San Isidro contaba con una población de 1531 habitantes.

## Localidades
- Poblados: Alto Carrizal, Loma de la Altura, Santa Rosa (parte), Trinidad.

## Transporte

### Carreteras
Al distrito lo atraviesan las siguientes rutas nacionales de carretera:
- Ruta nacional 313